# Arnau Puigmal Martínez
Arnau Puigmal Martínez   (Barcelona, 10 de gener de 2001) és un futbolista català que juga a la UD Almeria. Tot i que és principalment migcampista, també pot jugar com a lateral dret.

## Carrera de club

### Primers anys
Nascut a Barcelona, Puigmal es va incorporar a l'equip juvenil del RCD Espanyol l'any 2010, procedent de la Penya Blaugrana Sant Cugat del Vallès. El maig del 2017, després d'impressionar amb la plantilla del Cadet A, va signar un contracte amb el Manchester United.

### Manchester United
Puigmal va arribar al United l'estiu del 2017, i va jugar amb l'equip sub-18 abans de signar el seu primer contracte professional el 12 de gener de 2018. Va ascendir a la categoria sub-23 el 2019 i va jugar el seu primer partit sènior amb l'equip l'1 d'octubre d'aquell any, ja que va començar com a lateral dret en una victòria per 1-0 fora contra el Lincoln City, al Trofeu EFL.
Puigmal va marcar el seu primer gol com a sènior el 9 de setembre de 2020, marcant el segon en una victòria a casa per 6-0 davant el Salford City. El 4 de juny següent, va ser un dels vuit jugadors alliberats pel club perquè el seu contracte havia de caducar.

### Almeria
El 9 de juliol de 2021, l'agent lliure Puigmal va signar un contracte de cinc anys amb la UD Almeria de Segona Divisió. Va fer el seu debut com a professional el 16 d'agost, substituint tardanament el golejador Largie Ramazani en una victòria per 3-1 fora contra el FC Cartagena.
Durant un partit contra el RCD Mallorca a la temporada de la Lliga 2022-23, Puigmal va empènyer el rival Lee Kang-in a terra per driblar la pilota a la bandera del córner. Aleshores, Puigmal va agafar el cap de Lee mentre estava a terra i el va empènyer diverses vegades. Puigmal va rebre una targeta groga pel seu comportament agressiu.

#### Cessió a l'Elx
El 31 de gener de 2024, Puigmal va ser cedit a l'Elx CF de segona divisió fins al final de la campanya, amb clàusula de rescissió.

## Carrera internacional
Puigmal va representar Espanya en els nivells sub-17, sub-18 i sub-19.

## Palmarès
Almeria
- Segona Divisió: 2021–22